# Haroldius brendelli
Haroldius brendelli là một loài bọ cánh cứng trong họ Bọ hung (Scarabaeidae).